# Куценко, Светлана Яковлевна
Светлана Яковлевна Куценко (укр. Світлана Яківна Куценко; 14 апреля 1940, Киев — 9 января 2017, Киев) — советский и украинский редактор мультипликационных фильмов, сценарист. Заслуженный деятель искусств Украины (2010).

## Биография
Родилась в семье тяжелоатлета Якова Куценко.
В 1961 году окончила факультет журналистики Киевского государственного университета имени Т. Г. Шевченко.
- 1961—1963 гг. — редактор студии телевидения,
- 1963—1964 гг. — собственный корреспондент газеты «Советская культура»,
- 1964—1965 гг. — редактор и сценарист студии «Укрторгрекламфильм».

Член Национального союза кинематографистов Украины.
С 1965 года редактор, старший редактор студии «Киевнаучфильм».
С 1994 года главный редактор киностудии «Укранимафильм».
Была замужем за кинооператором Эдуардом Тимлиным.
Умерла 9 января 2017 года в Киеве после тяжелой и продолжительной болезни. Похоронена на Байковом кладбище вместе с семьей (участок № 52).

## Награды и звания
Заслуженный деятель искусств Украины (2010).

## Фильмография

### Сценарист
- 1968 — Собственник («Фитиль» № 69)
- 1969 — Марс XX
- 1971 — Про полосатого слонёнка
- 1973 — Приключения жирафки
- 1974 — Приключения малыша Гиппопо
- 1979 — Цветок папоротника
- 1982 — Путаница
- 1985 — Игра
- 1986 — Дело поручается детективу Тедди. Дело № 002. Космическая загадка
- 1987 — Белая арена
- 1989 — Осенний вальс

### Редактор
- 1966 — Маруся Богуславка
- 1967 — Песенка в лесу
- 1967 — Растрёпанный воробей
- 1967 — Тяв и Гав
- 1968 — Ивасик-Телесик
- 1968 — Музыкальные картинки
- 1968 — Осенняя рыбалка
- 1968 — Подарок
- 1968 — Пугало
- 1968 — Сказка про лунный свет
- 1970 — Волшебные очки
- 1970 — Как Ёжик шубку менял
- 1970 — Покатигорошек
- 1970 — Мальчик и облако
- 1970 — Утёнок Тим
- 1971 — Вася и динозавр
- 1971 — Волшебник Ох
- 1971 — Одуванчик — толстые щёки
- 1971 — Страшный серый лохматый
- 1971 — Удивительный китёнок
- 1972 — Бегемот и солнце
- 1972 — А вы, друзья, как ни садитесь…
- 1972 — Братец Кролик и братец Лис
- 1972 — Как жёны мужей продавали
- 1972 — Про поросёнка, который умел играть в шашки
- 1972 — Сказание про Игорев поход
- 1972 — Тигрёнок в чайнике
- 1972 — Вокруг света поневоле
- 1973 — Была у слона мечта
- 1973 — Зайчишка Заблудился
- 1973 — Человек и слово
- 1973 — Играй, моя дудочка
- 1973 — Как казаки невест выручали
- 1973 — Мышонок, который хотел быть похожим на человека
- 1973 — Парасолька на рыбалке
- 1973 — Тайна Страны Земляники
- 1973 — Весёлый цыплёнок
- 1974 — Кот Базилио и мышонок Пик
- 1974 — Ниточка и Котёнок
- 1974 — Олешка — белые рожки
- 1974 — Сказка о белой льдинке
- 1975 — Как казаки соль покупали
- 1975 — Как Ёжик и Медвежонок встречали Новый год
- 1975 — Осторожно — нервы!
- 1975 — Салют
- 1976 — Как кормили медвежонка
- 1976 — Как мужья жён проучили
- 1976 — Лесная песнь
- 1976 — Папа, мама и золотая рыбка
- 1976 — Приключения капитана Врунгеля (серии 1—3)
- 1976 — Сказка о жадности
- 1977 — Никчемучка
- 1977 — Приключения капитана Врунгеля (серии 4—6)
- 1977 — Сказка об Иване, пане и злыднях
- 1977 — Как кошечка и собачка мыли пол
- 1978 — Бумажный Змей
- 1978 — Вожак
- 1978 — Если падают звёзды…
- 1978 — Как казаки олимпийцами стали
- 1978 — Ночные капитаны
- 1978 — Приключения капитана Врунгеля (серии 7—9)
- 1979 — Приключения капитана Врунгеля (серии 10—13)
- 1980 — Солнышонок, Андрейка и темнота
- 1980 — Однажды я пришёл домой
- 1981 — Ванька Жуков
- 1981 — Золотой цыплёнок
- 1981 — Крылатый мастер
- 1981 — Партизанская снегурочка
- 1981 — Про больших и маленьких
- 1981 — Солнечный каравай
- 1981 — Алиса в Стране чудес
- 1982 — Алиса в Зазеркалье
- 1982 — Дождик, дождик, пуще!
- 1983 — Дерево и кошка
- 1983 — Жили-были мысли…
- 1983 — Как казаки инопланетян встречали
- 1983 — Крылья
- 1983 — Очень старая сказка
- 1983 — Савушкин, который не верил в чудеса
- 1983 — День везения
- 1984 — Встреча
- 1984 — Джордано Бруно
- 1984 — Как казаки на свадьбе гуляли
- 1984 — Как Петя Пяточкин слоников считал
- 1984 — Колыбельная
- 1984 — Сказка о карасях, зайце и бубликах
- 1984 — Старик и Петух
- 1984 — Твой любящий друг
- 1984 — Доктор Айболит и его звери
- 1984 — Бармалей и морские пираты
- 1984 — Варвара — злая сестра Айболита
- 1985 — Девочка и зайцы
- 1985 — Из жизни пернатых
- 1985 — Ненаписанное письмо
- 1985 — Чумацкий шлях
- 1985 — Коварный план Бармалея
- 1985 — Айболит спешит на помощь
- 1985 — Крокодил и солнце
- 1985 — Спасибо, доктор!
- 1985 — Сампо из Лапландии
- 1986 — Гаврош
- 1986 — История о девочке, наступившей на хлеб
- 1986 — Морозики-морозы
- 1986 — Находка
- 1986 — Остров сокровищ. Карта капитана Флинта
- 1986 — Про бегемота по имени Ну-и-пусть
- 1986 — Сражение
- 1987 — Большое путешествие
- 1987 — Друзья мои, где вы?
- 1987 — Окно
- 1988 — Страшная месть
- 1988 — Где ты, мой конь?
- 1988 — Из жизни карандашей
- 1988 — Ой, куда же ты едешь?
- 1988 — Остров сокровищ. Сокровища капитана Флинта
- 1989 — Недобаюканная
- 1990 — Страсти-Мордасти-1
- 1990 — Бестолковый вомбат
- 1992 — Богданчик и барабан
- 1995 — Как казаки в хоккей играли
- 1995 — Сказка про богиню Макошь
- 1996 — Вий
- 1999 — Как у нашего Омелечка небольшая семеечка (укр. Як у нашого Омелечка невеличка сімеєчка)
- 2000 — Зерно
- 2013 — Годы мои...